# Greensboro (Vermont)
Greensboro – miasto w Stanach Zjednoczonych, w stanie Vermont, w hrabstwie Orleans.